# Oldenburgische P 3.2
Die Baureihe P 32 der Oldenburgischen Staatsbahnen umfasste sieben zweiachsige Personenzug-Dampflokomotiven, die ab 1894 von Hanomag auf Grundlage der von Krauss in München entwickelten G 1 geliefert wurden. Sie waren die ersten Verbundlokomotiven für den Personenzugdienst in Oldenburg und ähnelten noch stark den B-Kupplern mit einfacher Dampfdehnung.

## Konstruktive Merkmale

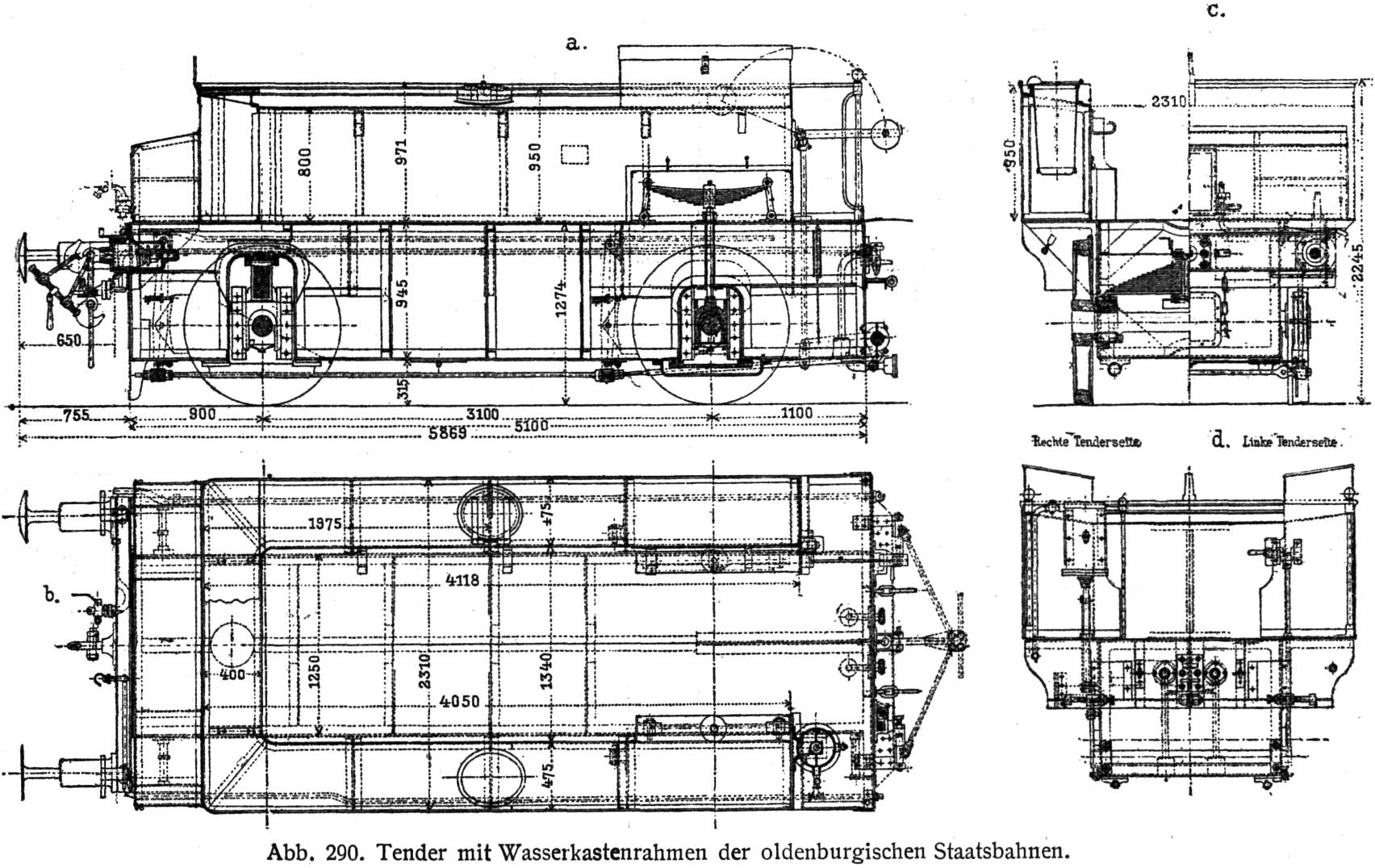
Maßzeichnung eines Tenders mit Wasserkastenrahmen

Statt eines Dampfdoms hatten sie Dampfsammelrohre mit Reglern in der Rauchkammer. Die Druckluftbremse der Lokomotive wirkte nur auf die Treibachse. Die Allan-Steuerung war mit Schlitzaufhängung und einer besonderen Lagerung der Schwingen- und Schieberhebel ausgeführt, um den Anforderungen des Verbundtriebwerks Rechnung zu tragen.
Als Tender wurden, wie schon bei der Oldenburgischen G 1, zweiachsige Tender mit Wasserkastenrahmen nach „System Krauß“ eingesetzt.
Zwar waren alle sieben Lokomotiven dieser Baureihe noch im vorläufigen Umzeichnungsplan von 1923 zur Umzeichnung in 33 7001 bis 33 7007 vorgesehen, wurden aber bis 1925 ausgemustert und sind nicht mehr im endgültigen Umzeichnungsplan aufgeführt.